# Tuhovec
Tuhovec es una localidad de Croacia en la ciudad de Varaždinske Toplice, condado de Varaždin.

## Geografía
Se encuentra a una altitud de 180 m s. n. m. a 75,4 km de la capital nacional, Zagreb.

## Demografía
En el censo 2011, el total de población de la localidad fue de 713 habitantes.
| Gráfica de población de Tuhovec 1857-2011                           |
|                                                                     |
| Según los censos de población de la oficina estadística de Croacia. |